# 上履き

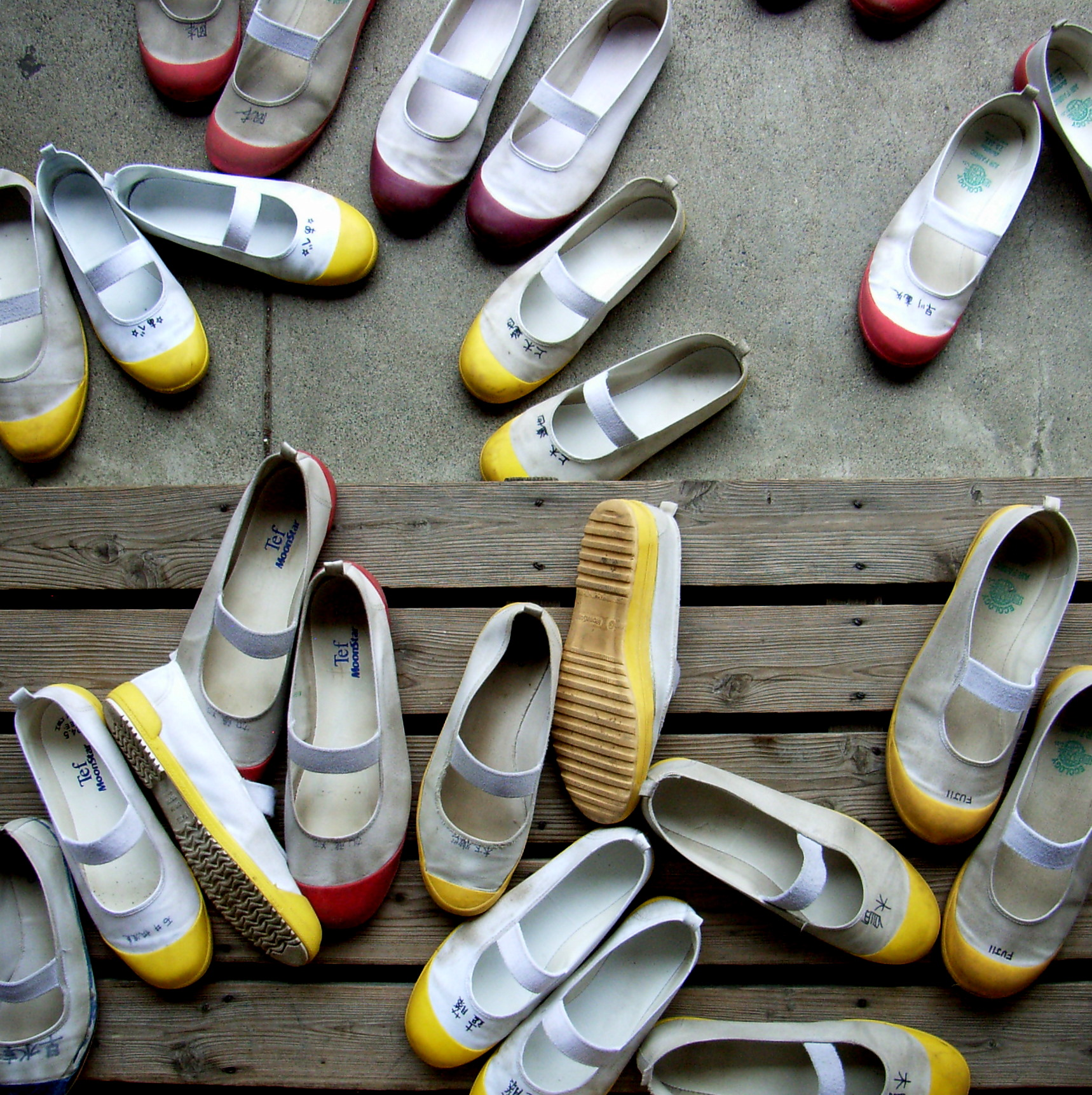
散乱しているバレエシューズタイプの上履き

上履き（うわばき）とは、土足禁止の場所で、履き替えるための履物。学校、事務所、体育館などは土足を禁じているため、専用の上履きを用いる。上靴（うわぐつ）、室内履きともいう。
上履きを採用すること、または室内では靴を履かないことを「二足制」という。
ムーンスターによると「上履き」という言葉は1957年の販売店向け資料にあり、翌年にバレエシューズ（バレーシューズ）型の上履き発売し、同年頃にアサヒシューズの社内資料でもバレエシューズ型上履きが確認でき、業界団体の日本教育シューズ協議会も、太平洋戦争後の復興が進んで国民が豊かになりつつあった1950年代から学校での上履きが定着したと説明している。1961年創業のラッキーベルは体育でも脱げにくい上履きの開発に取り組み1964年までには前三角ゴムシューズを製造しており、アキレスもバレエシューズ型上履きに参入した。
歴史的には、10世紀頃の絵巻物で、仏教寺院の縁側に草履が描かれている。農家の板の間でも履き物を履いていた。
佐藤秀夫『教育の歴史』（放送大学教育振興会）によれば、明治時代に出来た小学校の7割は寺や民家の転用で、1890年代に畳敷きから板張りや立ち机に変わったが、外履きを脱ぐ習慣は残り、1920年代頃まで、官庁、劇場、百貨店などでも上履きに履き替えた。1923年5月15日、白木屋神戸出張所は、百貨店初の土足入店を実施した。
上履きの色は赤色、青色、黒色、緑色、白色などがある

## 上履きが使用される場所

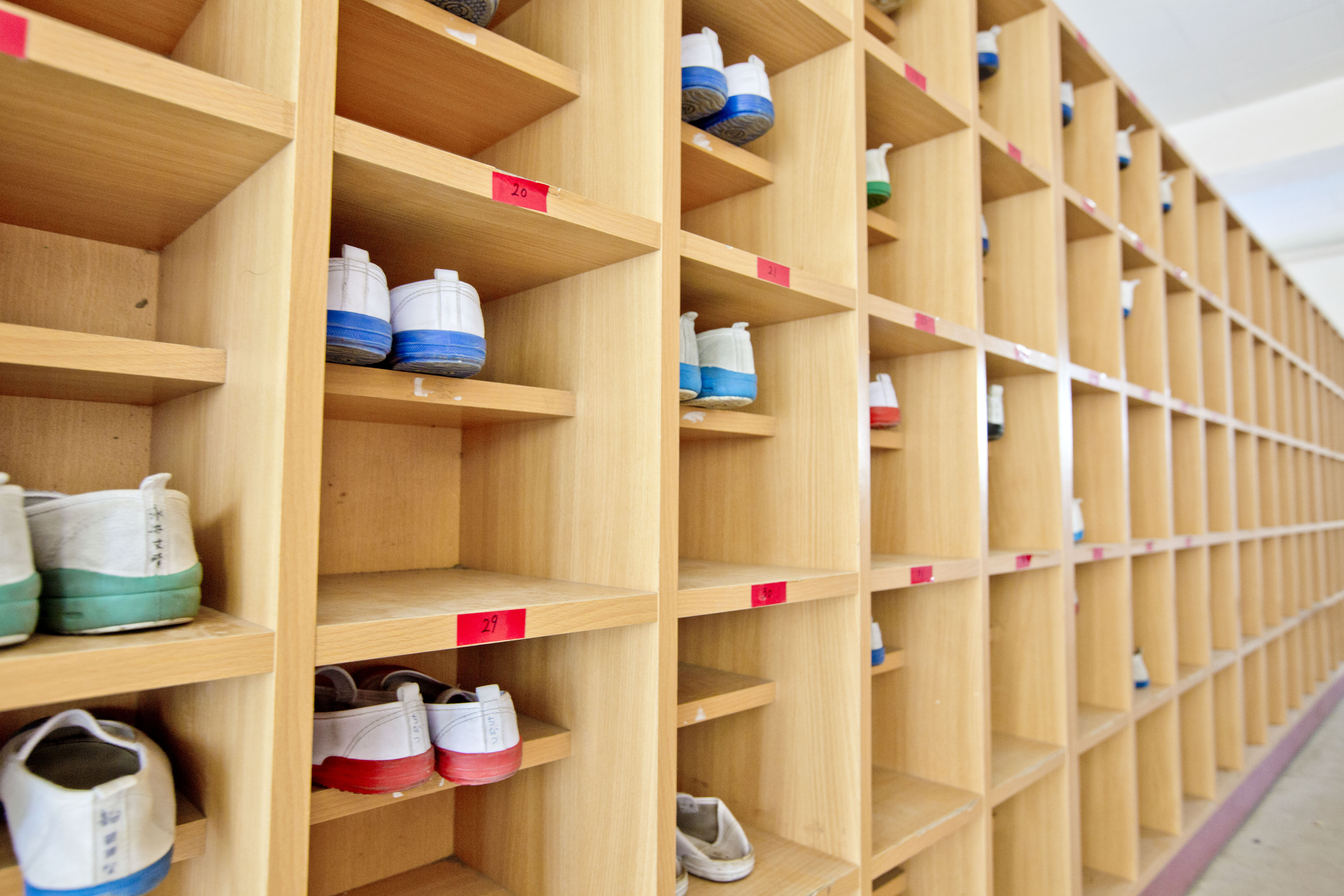
小学校での下駄箱

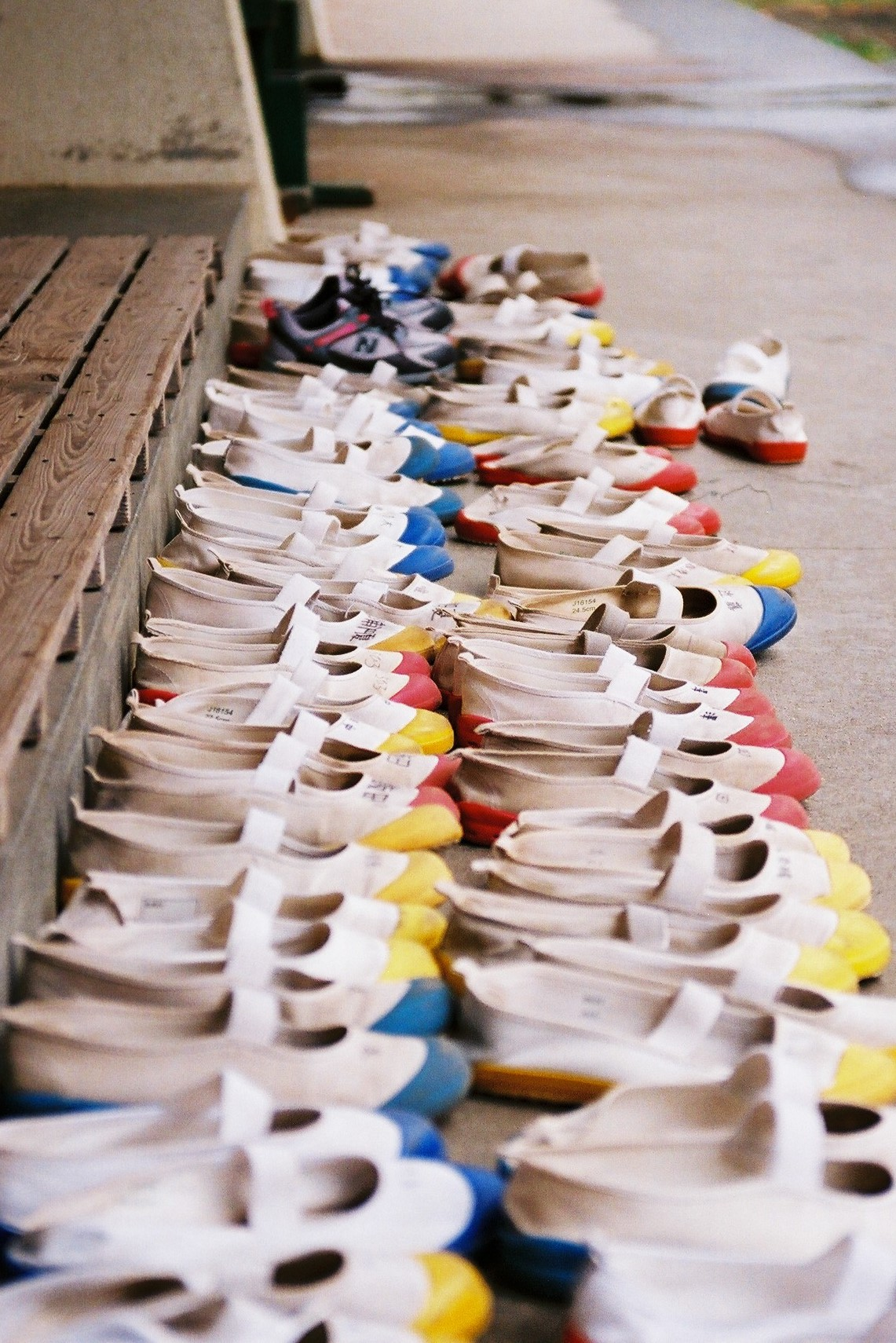
整頓されたバレエシューズタイプの上履き

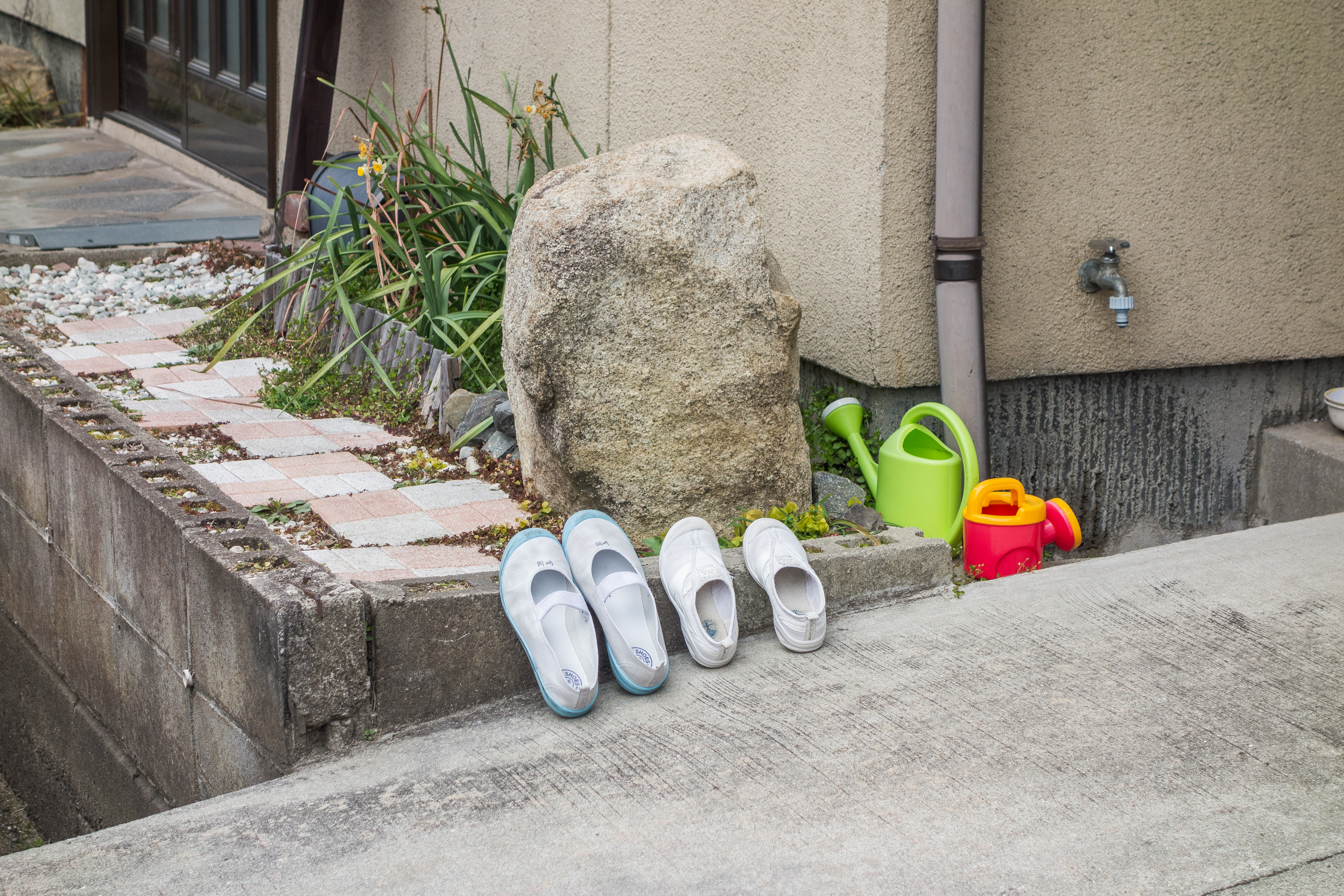
上履きを干している様子

### 幼稚園・小学校・ホール・体育館など
一般的には専用の靴が売られていることが多い。下履（外履き）とは異なる上履き独特のメッシュの素材などのものもあるが、普通は白の布、またはビニール製で甲にゴムテープを通したもの（バレエシューズ）、甲の部分に半円形のエラスチックゴムが入ったもの（前ゴムシューズ）、前ゴム部分が三角形で爪先と横に色付きのゴムが付いているものなどが使われている。
学校によっては、上履きは足を締めつけるのではかせるべきでないと、上履きを用いず、裸足で生活するところ、もしくは素足に鼻緒付きの履物をはくことが健康によいとしてビーチサンダルやスリッパ（俗に「便スリ」と言う）それに草履（畳表の学校向け健康ぞうり、布製の手作りのぞうり、竹皮ぞうり、わらぞうり）などを用いるところもある。これらをはだし教育と呼ぶ。このような学校では運動場での体育などのときも裸足で生活する例が多い。農村部などの学校の一部は伝統的に上履きの習慣がない、または上履きを嫌う児童がいるため、全員あるいはほとんどの児童が裸足で生活している学校も多い。学校内では履物をはかないことで足が開放されることになる。
北海道のほか、東北地方や北陸の一部などの小学校や幼稚園は、外で履くような普通のスニーカーや運動靴などを「上靴」としている。東京都でも特別区によっては教室では上履きを使用せず、体育館だけで専用の靴を用いる小学校がある。
兵庫県神戸市や沖縄県でも学校によっては上履きがなく、土足のところがある。また、災害での避難の迅速化や、同様の理由で玄関前の靴箱を撤去して混雑を回避する目的で上履きを廃止に切り替えた学校も存在する。

### 中学校・高等学校など
基本的には小学校で使われている物と大差はないが、ほとんどの学校で上履きが指定されている。また、学年別に色を分けている学校が多い。東京地方の学校では公立校では、バレーシューズと三角前ゴムタイプの上履きが多く、スリッパなどは少ない。私立の女子高では前ゴムタイプが多く、白だけでなく青（コバルト色）の前ゴム運動靴を指定している学校も多い。ここ近年、女子生徒の中には足が蒸れたり、事前に足蒸れ防止のために通気性タイプのバレーシューズ（「上履きの種類」参照）を履く生徒が増加している。
一方、つま先とかかとを覆わないサンダル（つっかけ）型の上履きを採用しているところもある。脱ぎ履きが容易で、体の成長に伴い足が大きくなってもある程度対応でき、さらに校内を走り回ることを抑制する効果もある。
これらの上履きは学校の購買部で指定とされるものを販売していたり、入学時期に業者が校内で販売する場合が多いが、一般の靴店では常備していなかったりで、すぐに追加購入のできない場合もある。また、中学校や高等学校でも、学校によっては土足でよいところもあるが、裸足で過ごす学校はあまりない。

### 事務所、病院、工場など
清潔感を保つ場所、たとえばコンピュータの現場や、病院、給食センターなどでは砂やほこりが大敵であるので、ほとんどの場合上履きが使用される。コンピュータルームではスリッパやサンダル、病院のナースはサンダル、バレエシューズ、前ゴムシューズなど、靴ひものないタイプを用いることが多い（ナースシューズとも呼ばれる）。
また、工場などで機械や電気を操作する場合、安全靴とよばれる上履きが使用されることがあるが、これは感電や物の落下から足を守る目的で用いる。

### 塾、習い事など
基本的には公衆スリッパでよいが、ヤマハにカワイなどの音楽教室や、ダンススタジオなど上履きが使用されることがある。バレエ、前ゴム、スニーカーなどどれでも良い。

## 上履きの種類
バレエシューズ

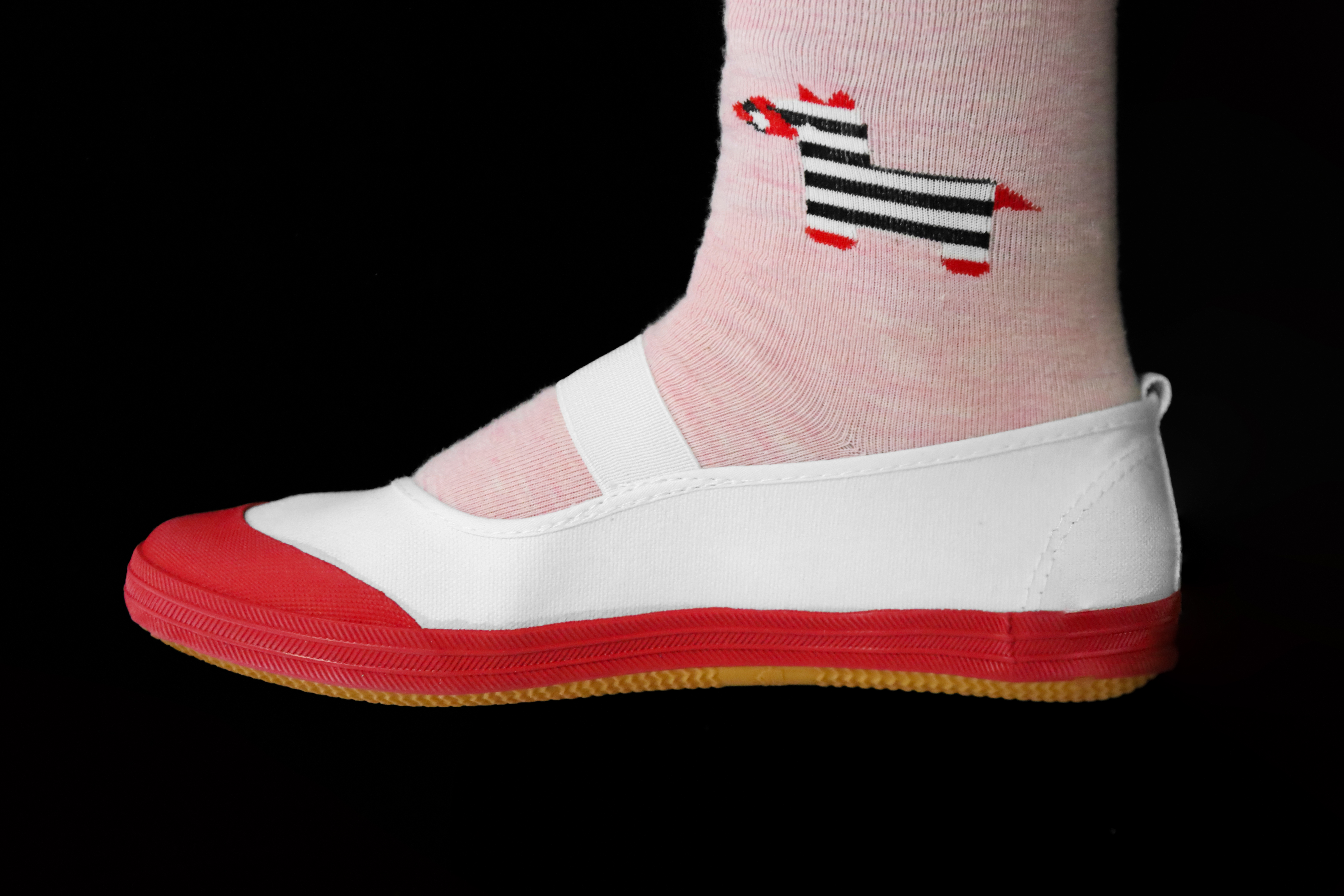
バレエシューズの例

甲の部分に通した2センチメートルほどの幅のゴムテープでサイズを調節して足を滑り込ませて履く、スリッポンタイプの靴である。素材は、かつては布キャンバス地であったが、現在ではビニール（PVC）製のものが中心である。上履きとしては、最も多く使用されている。色は白が通常であるが、クラス分けなどがしやすいように爪先の部分にカラーゴムを使うなどしている製品もある。代表的なのは青色（コバルトブルー）と赤色（もしくはえんじ色）が最も多く、次いで黄色、緑色、水色などが続く。
また、爪先と足周りと足裏の底の部分が全て同じ色のカラーゴムを使っているという、空気を通しやすい通気性タイプの上履きもある（それ以外は「普通タイプ」という）。これは主に足が蒸れやすい人たち（特に女子の使用が多い）専用として使用されており、1990年代くらいからはこのタイプが主流となっている。しかし、このタイプは、洗濯や走行時の摩耗などによるカラーゴムの劣化が激しく、次に述べる前ゴムシューズに比べ、使用寿命が短い。
前ゴムシューズ

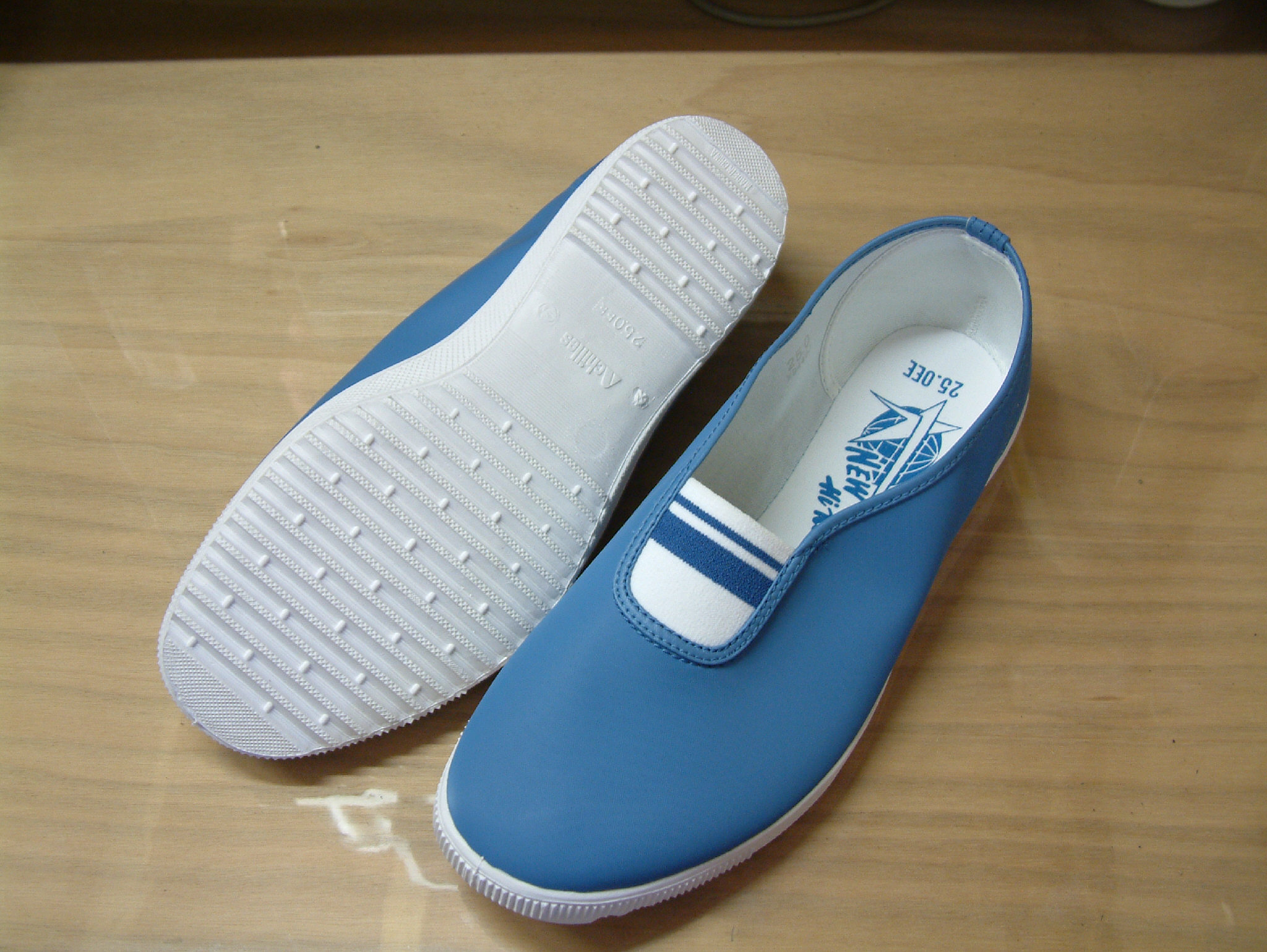
前ゴムシューズの例

昔ながらのズック靴がこれに相当し、やはりスリッポンタイプ。バレエシューズがゴムやテープを通しているのに対し、前ゴムシューズでは甲の部分に半円形のエラスチックゴムがはめ込んであるデザインが特徴である。バレエシューズよりしっかりした造りで、丈夫で長持ちし、かなりの期間の使用に耐える。1975年頃までは、小中学生が広く使っていて、上履きのみならず、下履きにも多くの需要があったため、白色以外にもコバルト色、赤色、黄色、紺色、緑色など各種の色が製造されていた。現在では白色、コバルト色が中心だが、その他の色もわずかながら製造されている。素材はビニール製が中心だが布製も製造されている。混紡にポリウレタンが含有されている製もある。
最近ではハイテクスニーカーなどの登場で前ゴムシューズを、子どもたちが下履きとしてはかなくなったようだが、足の健康面から見ても、非常に履き心地の良い前ゴムシューズは、成人の一部にも根強い人気があるのも事実である。若い女性がファッションとしてこの前ゴムシューズを使用する場合もあるようだ。また、同じ前ゴムシューズでも前ゴムのデザインを三角形にして、素材も通気性の良いメッシュになったタイプが登場し、このタイプも中学校や高校の上履きとして多く用いられるようになった。
スニーカー
その名の通り普通のスニーカーであるが、白底が定番である。

## 主な製造会社
- ラッキーベル[4] - ラッキーベルVシューズ
- ムーンスター - キャロット、バイオ、カラーメッシュ、ハイスクール、アルファジェットラン 他
- アサヒシューズ - アサヒドライスクール、アサヒハイスクールフロア、ハイゼクトスクール
- アキレス - うわばき＋、アキレス校内履き、瞬足@SCHOOL（※2026年までに全て生産終了。上履きの市場から撤退予定）
- 日進ゴム - 教育シューズ シリーズ[5]
  - 製造元の”新日本教育シューズ”[6]からは、教育パワーシューズとして販売されている。
- 丸紅コンシューマーブランズ(イフミー) - IFME息するソール シリーズ[7]

その他、JES日本教育シューズ協議会も他社に製造を委託し販売している。